# Karol Eraña Guruceta
Karol Eraña Guruceta (hiszp.) Carlo Eraña Guruceta	(ur. 2 listopada 1884 w Arechavaleta, zm. 18 września 1936 w Ciudad Real) – zamordowany w okresie hiszpańskiej wojny domowej, z nienawiści do wiary (łac) in odium fidei, beatyfikowany brat z Towarzystwa Maryi, uznany przez Kościół katolicki za męczennika. 

## Życiorys
Pochodził z religijnej, wielodzietnej rodziny chłopskiej mieszkającej w diecezji Vitoria (Baskonia). Do nowicjatu wstąpił ukończywszy osiemnaście lat. Studia uwieńczył przyjęciem 9 września 1903 pierwszych ślubów zakonnych. Powołanie realizował w pracy dydaktycznej, a także kierując placówkami edukacyjnymi marianistów m.in. przez jedenaście lat w Ciudad Real, a od 1933 roku madryckim Kolegium Matki Bożej del Pilar ((hiszp.) Colegio Santa María del Pilar). 24 lipca 1936 czerwona milicja zajęła budynki kolegium i nakazała rozproszenie zakonników. Dwukrotnie aresztowany Karol Eraña Guruceta schronienia szukał w szkole, której był wcześniej dyrektorem w Ciudad Real. Gdy 29 lipca przybył na miejsce okazało się, że i ta szkoła została zarekwirowana, a rozproszeni zakonnicy wobec zagrożenia życia przebywają w ukryciu. Apostołował wśród współbraci do 6 września kiedy to rozpoznano w nim zakonnika i jako takiego zatrzymano. Więziony był w „domu ludowym”. Zastrzelony został w nocy 18 września, a ciało z innymi ofiarami mordu wrzucono do zbiorowej mogiły.

## Znaczenie
1 października 1995 roku na rzymskim placu Świętego Piotra Papież Jan Paweł II dokonał beatyfikacji czterdziestu pięciu ofiar prześladowań antykatolickich wśród których był Karol Eraña Guruceta jako jeden z trzech „Męczenników z Towarzystwa Maryi”.
W Kościele katolickim dniem wspomnienia liturgicznego każdego z otoczonych kultem jest dies natalis zaś grupa błogosławionych trzech zamordowanych marianistów wspominana jest 18 września.
Atrybutem męczennika jest palma.